# Megaloptidia nocturna
Megaloptidia nocturna är en biart som först beskrevs av Heinrich Friese 1926.  Megaloptidia nocturna ingår i släktet Megaloptidia och familjen vägbin. Inga underarter finns listade i Catalogue of Life.